# Roberto Guerra
Roberto Guerra Santana (Las Palmas de Gran Canaria, 4 de abril de 1983) es un exjugador de baloncesto español jugaba como escolta se formó en la cantera del CB Gran Canaria  y se retiró en el Canarias Baskeball Academy en 2015.

## Trayectoria
Roberto Guerra se formó en la cantera del CB Gran Canaria, debuta en el primer equipo en la temporada 2000-01, permaneciendo ocho temporadas, todas en liga ACB. En la temporada temporada 2008-09 ficha por el Basket Zaragoza 2002, pero una grave lesión, le obligó a desvincularse del club maño. Tras un año sin jugar se incorpora al CB Granada.
En febrero de 2012 deja la disciplina granadina para fichar por el Palencia Baloncesto. A la temporada siguiente se incorpora a la plantilla del Gran Canaria 2014, filial del CB Gran Canaria que disputa la Adecco Plata. Sin embargo desde el principio de la temporada disputa partidos con el primer equipo, que tras hacerle contratos de dos semanas, firman con el hasta el 15 de enero de 2013. Tras realizar la pretemporada con el primer equipo grancanario, formó parte de la primera plantilla.
Tras no renovar en 2013 se fue al Canarias Basketball Academy de la LEB Plata donde se retiró en 2015.

### Clubes
| Equipo                     | País   | Temporadas |
| -------------------------- | ------ | ---------- |
| CB Gran Canaria (júnior)   | España | 1999-2000  |
| CB Gran Canaria            | España | 2000-2008  |
| Basket Zaragoza 2002       | España | 2008-2010  |
| CB Granada                 | España | 2011-2012  |
| Palencia Baloncesto        | España | 2012       |
| CB Gran Canaria            | España | 2012-2013  |
| Canarias Baskeball Academy | España | 2013-2015  |

### Selección
Fue internacional con la selección española sub-20 y con la selección B con la que participó en los Juegos Mediterráneos de Almería en 2005 donde consiguió la medalla de bronce.